# Ștefan Târnovanu
Ștefan Târnovanu (n. 9 mai 2000, Iași, România) este un fotbalist român, care joacă pe post de portar la FCSB în SuperLiga României. Pe plan internațional, are prezențe la națională pentru România U18⁠(d), România Sub-19, România Sub-21 și România.
A debutat în Liga I la vârsta de 16 ani sub comanda lui Flavius Stoican la Politehnica Iași. La începutul lui 2020, a fost transferat de FCSB. Târnovanu a devenit titular la FCSB în a doua parte a sezonului 2021-2022, iar în play-off a fost unul dintre cei mai buni fotbaliști ai roș-albaștrilor.
A debutat la echipa națională a României într-un meci amical cu Republica Moldova din 2022, terminat cu o victorie 5-0. A obținut prima titularizare în 2024 într-un meci din Liga Națiunilor disputat contra selecționatei Lituaniei.

## Palmares
FCSB
- SuperLiga României (1): 2023-24
- Supercupa României: finalist 2020

Individual
- Cele mai multe meciuri fără gol primit: SuperLiga României 2023-2024